# Погонь (Щецин)
«По́гонь Ще́цін» (пол. Pogoń Szczecin) — професіональний польський футбольний клуб з міста Щецін.

## Історія
Колишні назви:
- 21.04.1948: КС Шторм Щецин (пол. KS [Klub Sportowy] Sztorm Szczecin)
- 12.02.1949: ЗС Звьонзковєц Щецин (пол. ZS [Zrzeszenie Sportowe] Związkowiec Szczecin)
- 17.12.1950: КС Колеяж Щецин (пол. KS [Koło Sportowe] Kolejarz Szczecin)
- осінь 1955: КС Погонь Щецин (пол. KS Pogoń Szczecin)
- 1970: МКС Погонь Щецин (пол. MKS [Morski Klub Sportowy] Pogoń Szczecin)
- 1999: ССА Погонь Щецин (пол. SSA [Sportowa Spółka Akcyjna] Pogoń Szczecin)
- 08.07.2003: МКС Погонь Щецин ССА (пол. MKS Pogoń Szczecin SSA)
- 24.07.2007: МКС Погонь Щецин СА (пол. MKS Pogoń Szczecin SA [Spółka Akcyjna])

Після Другої світової війни 21 квітня 1948 року був організований клуб, який отримав назву «„Шторм“ Щецін». На початку 1949 року відбулося об'єднання щецінських клубів КС Шторм, КС Цукровник, КС Друкаж, Почтовий КС. Новоутворений клуб названо «Звьонзковєц Щецін». У 1950 рішенням польських влад клуб був приписаний до залізничної промисловості та перейменований на «Колеяж Щецин». Восени 1955 році отримав свою сучасну назву «Погонь Щецин», герб і кольори якого були запозичені з львівської «Погоні». У 1959 році клуб дебютував у І лізі, у якій виступав до 2007 року, за винятком сезонів 1961, 1962, 1965/1966, 1979/1980, 1980/1981, 1989/1990, 1990/1991, 1991/1992, 1996/1997, 2003/2004. У 1981 і 1982 роках команда дійшла до фіналу Кубку Польщі, а у 1984 здобула бронзові медалі чемпіонату Польщі і дебютувала в європейських турнірах. У 1987 і 2001 роках клуб був другим.

## Титули та досягнення
- Чемпіонат Польщі:
  - срібний призер (2): 1987, 2001
  - бронзовий призер (2): 1984, 2021, 2022
- Кубок Польщі:
  - фіналіст (5): 1981, 1982, 2010, 2024, 2025

Участь у євротурнірах:
- Кубок УЄФА/Ліга УЄФА:
  - 1 раунд: 1984/1985, 1987/1988
  - 1 кваліфікаційний раунд: 2001/2002
- Кубок Інтертото:
  - 2 раунд: 2005

## Склад команди
Станом на 23 січня 2021
| №  | Поз. | Нац.      | Гравець                        |
| -- | ---- | --------- | ------------------------------ |
| 1  | ВР   | Хорватія  | Данте Стіпіца                  |
| 2  | ЗХ   | Польща    | Якуб Бартковський              |
| 6  | ЗХ   | Польща    | Бартломей Мрук                 |
| 8  | ПЗ   | Польща    | Даміан Домбровський            |
| 9  | НП   | Польща    | Адам Франшчак                  |
| 10 | НП   | Словенія  | Лука Захович                   |
| 13 | ЗХ   | Греція    | Константінос Тріантафіллопулос |
| 14 | ПЗ   | Польща    | Каміль Дригас                  |
| 15 | ЗХ   | Польща    | Губерт Матиня                  |
| 16 | ПЗ   | Фінляндія | Сантері Хостікка               |
| 17 | НП   | Польща    | Маріуш Форнальчик              |
| 18 | ПЗ   | Польща    | Міхал Кухарчик                 |
| 19 | НП   | Польща    | Адріан Бенедичак               |
| 20 | ПЗ   | Австрія   | Александер Горгонь             |
| 22 | ПЗ   | Вірменія  | Ваган Бічахчян                 |

| №  | Поз. | Нац.       | Гравець               |
| -- | ---- | ---------- | --------------------- |
| 23 | ЗХ   | Австрія    | Бенедікт Цех          |
| 25 | НП   | Швеція     | Павел Цибіцький       |
| 26 | ВР   | Польща     | Якуб Бурштин          |
| 27 | ПЗ   | Польща     | Себастіан Ковальчик   |
| 28 | ПЗ   | Португалія | Томаш Подставскі      |
| 33 | ЗХ   | Польща     | Маріуш Малєц          |
| 41 | ЗХ   | Польща     | Павел Столярський     |
| 55 | ЗХ   | Польща     | Ігор Ласицький        |
| 61 | ПЗ   | Польща     | Кацпер Смолінський    |
| 63 | НП   | Польща     | Губерт Турський       |
| 64 | ПЗ   | Польща     | Кацпер Козловський    |
| 71 | ПЗ   | Польща     | Марцел Вендриховський |
| 75 | ЗХ   | Польща     | Філіп Балцевіч        |
| 97 | ЗХ   | Португалія | Луїш Мата             |